# Santo Domingo (paroisse civile)
Pour les articles homonymes, voir Santo Domingo.
Santo Domingo est l'une des trois paroisses civiles de la municipalité de Fernández Feo dans l'État de Táchira au Venezuela. Sa capitale est San Lorenzo.